# フドゥール
フドゥール、フドゥル、フッドゥル（Huddur, Hudur, Xuddur）はソマリアのバコール州の行政中心都市。住民はラハンウェインが中心。使われている言葉はソマリ語のマーイ方言で、この方言はかなり訛が強い。

## 近年の歴史
フドゥールの辺りはソマリ族のラハンウェイン氏族が暮らしている。ソマリアは1991年に無政府状態となり、ソマリア各地は地方氏族集団を基盤とする軍閥に支配されることになった。フドゥールにはフランス軍が駐留していたが、1995年には内戦が激化して撤退し、1996年1月にハウィエ氏族出身のモハメッド・ファッラ・アイディード大統領率いる軍閥ソマリ国民同盟 (SNA) の支配下となった。
その後、アイディードは抗争中に銃弾を受け死亡し、それによりSNAは弱体化した。ラハンウェインはラハンウェイン抵抗軍を作ってSNAに対抗を始め、1998年10月にはフドゥールを回復した。2002年、ラハンウェイン氏族居住地域は南西ソマリアとして国際的には未承認ながらも独立を宣言、それ以降しばらく、フドゥールはソマリアの中で比較的平穏を保った。国境なき医師団もフドゥールを拠点にしてバコール州の医療活動を行い、ソマリア南部最大の入院設備を設けている。
2006年にはソマリア南部でイスラーム武装勢力イスラム法廷会議の支配地域が一時急拡大するが、その際にも影響は少なかった。同年、南西ソマリアはソマリア暫定連邦政府への参加を表明し、フドゥールもその一部となった。
2008年になるとソマリア南部で別のイスラーム武装勢力アル・シャバブが台頭する。2008年3月、アル・シャバブは北上し、フドゥールは無血占領された。10月末に暫定連邦政府はフドゥールを一時奪還するが、結局はフドゥールを含めたバコール州の大半がアル・シャバブの支配地域となった。その後も国境なき医師団の活動は続けられているが、2009年4月にベルギー人とオランダ人のスタッフが1週間拉致される事件も起きている。
2010年の秋ごろからバコール州で政府軍の反撃が始まり、2011年4月末にアル・シャバブはフドゥールを放棄した。